# Edwin Frazee

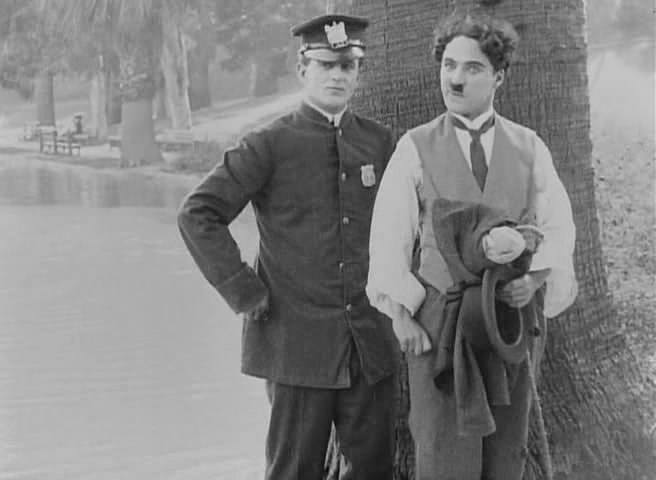
Edwin Frazee (izq.) y Charles Chaplin en Those Love Pangs

Edwin Frazee (10 de julio de 1881 - ¿?) fue un actor, director y guionista cinematográfico estadounidense, activo en la época del cine mudo.
Fue conocido por dirigir a Stan Laurel en dos de sus primeras películas, los cortometrajes Phoney Photos y Hickory Hiram.

## Filmografía

### Director
- 1915 : A Bird's a Bird
- 1915 : A Lucky Leap
- 1915 : Beating Hearts and Carpets
- 1915 : A Hash House Fraud
- 1915 : A Bathhouse Tragedy
- 1915 : A Favorite Fool
- 1915 : Crooked to the End
- 1916 : Love Will Conquer
- 1916 : The Village Vampire
- 1916 : An Oily Scoundrel
- 1916 : Bath Tub Perils
- 1917 : Her Father's Station
- 1918 : Hickory Hiram
- 1918 : Phoney Photos

### Guionista
- 1915 : A Bird's a Bird
- 1915 : A Lucky Leap
- 1915 : Beating Hearts and Carpets
- 1915 : A Versatile Villain, de Frank Griffith
- 1915 : Gertie's Joy Ride, de Henry Lehrman
- 1918 : Hickory Hiram
- 1918 : Phoney Photos

### Actor
- 1914 : The Knockout, de Charles Avery
- 1914 : Hard Cider
- 1914 : Tillie's Punctured Romance, de Mack Sennett
- 1914 : Among the Mourners. de Walter Wright